# Limulatys muscarius
Limulatys muscarius är en snäckart som först beskrevs av Gould 1859.  Limulatys muscarius ingår i släktet Limulatys och familjen Haminoeidae. Inga underarter finns listade i Catalogue of Life.